# Subway (restaurant)

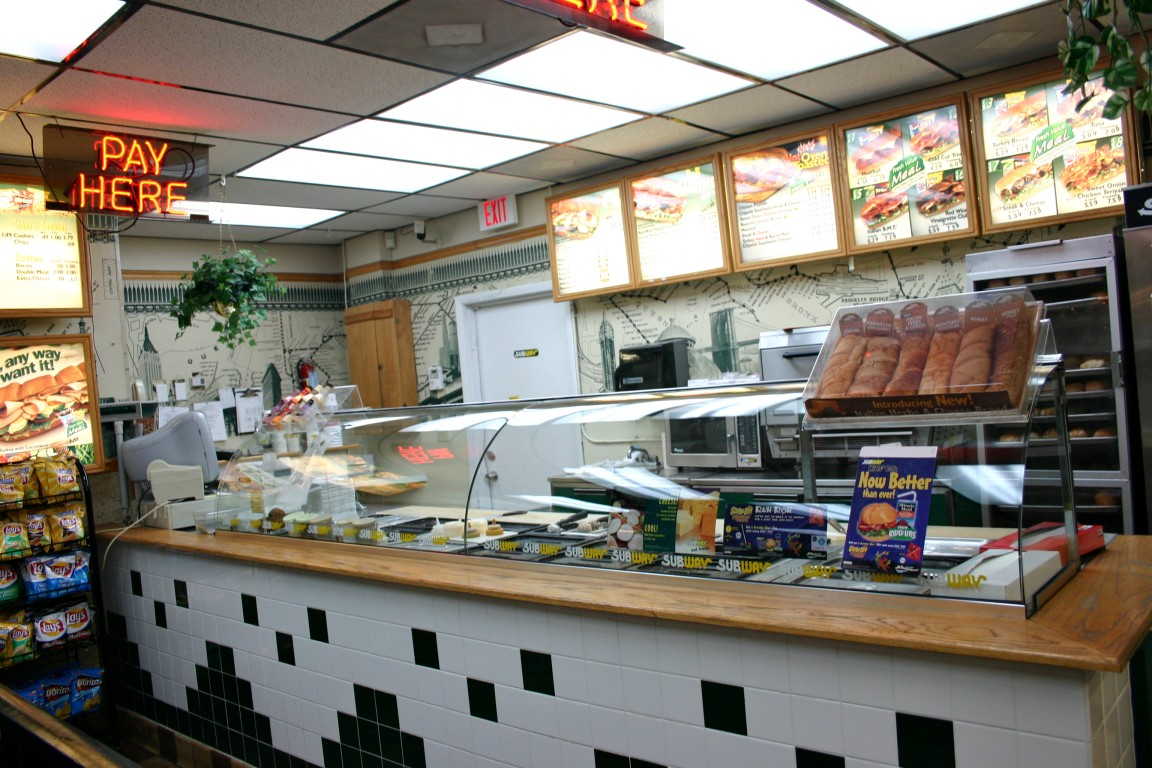
Interiorul tipic al unui restaurant Subway

Logoul Subway

Subway este un lanț american de restaurante fast-food specializat în prepararea de sandvișuri la comandă, cunoscute sub denumirea de „submarine sandwiches” sau „subs”. Compania a fost fondată în 1965 de Fred DeLuca și Peter Buck, în Bridgeport, Connecticut, sub numele de „Pete’s Super Submarines”. Brandul Subway s-a impus ulterior ca unul dintre cele mai recunoscute în industria fast-food la nivel global.
Subway este renumit pentru opțiunile sale personalizabile, clienții putând alege dintr-o varietate de tipuri de pâine, carne, brânzeturi, legume și sosuri. Meniul include, de asemenea, salate, supe, wrapuri, gustări dulci (precum fursecuri, brioșe sau gogoși), și băuturi răcoritoare (produse în principal de PepsiCo) și băuturi calde, precum ceai, cafea sau ciocolată caldă.
La sfârșitul anului 2010, Subway opera 33.749 de locații în întreaga lume, dintre care peste 24.000 în SUA. În acel an, Subway a depășit McDonald’s în ceea ce privește numărul de restaurante la nivel global.
În ianuarie 2016, Subway deținea 44.603 de locații în 111 țări, inclusiv în piețe emergente din America Latină, Asia și Europa de Est, ceea ce îl făcea cel mai extins lanț de restaurante fast-food din lume după numărul de unități. Cu toate acestea, în anii următori, compania a suferit o ușoară contracție a rețelei, în special în SUA, ca urmare a competiției intense, a schimbărilor în preferințele consumatorilor și a controverselor legate de marketing și calitatea ingredientelor.
În 2023, Subway avea aproximativ **37.000 de locații** la nivel mondial. În ciuda închiderii a mii de restaurante în SUA începând cu 2017, marca a continuat să se extindă în piețe internaționale. În acel an, Subway a fost achiziționată de firma de investiții Roark Capital, care deține și alte lanțuri alimentare, cum ar fi Arby's și Dunkin'.
Subway este cunoscut pentru costurile reduse de franciză comparativ cu alte lanțuri, investiția medie pentru deschiderea unei locații în Europa Centrală și de Est fiind de aproximativ 100.000 de euro.
Printre cele mai populare produse Subway se numără sandvișul B.M.T. („Biggest, Meatiest, Tastiest”), care conține salam, șuncă și ardei iute. De asemenea, compania oferă opțiuni vegetariene, vegane și meniuri adaptate pentru diete cu conținut scăzut de calorii, în încercarea de a atrage un public mai larg și mai preocupat de alimentația sănătoasă.
Subway a introdus și concepte noi de restaurante, cum ar fi locații cu design modern „Fresh Forward”, touchscreen-uri pentru comandă, și opțiuni mai variate în meniu, ca parte a unui proces de revitalizare a brandului.
În România, Subway a intrat în 2012, cu primele restaurante în București, extinzându-se ulterior în orașe mari precum Cluj-Napoca, Timișoara și Iași.

## SUBWAY în România
Pe 10 aprilie 2012, SUBWAY a deschis prima reprezentanță în România, în București. România a devenit cea de-a 100-a țară în care compania își vinde produsele. În august 2014, rețeaua deținea 20 de restaurante în România.
În prezent, SUBWAY deține 40 de restaurante în România. 17 în București, 2 în Timișoara, 2 în Brașov, 2 în Cluj, 2 în Sibiu, 2 în Ploiești și câte unul în Iași, Giurgiu, Pitești, Constanța, Suceava, Alba Iulia, Arad, Deva, Baia Mare, Focșani și Gura Humorului.
Meniul este divers și conține pe lângă carne (pui&curcan, vită, porc, pește) numeroase topping-uri pe bază de brânză cu legume proaspete, sosuri și condimente, clientul având opțiunea personalizării sandvișului după bunul plac. Printre produsele comercializate se regăsesc: 
- Bacon
- Big Beef Melt
- Chifteluțe
- Cârnați de porc
- Friptură de vită Philadelphia
- Italian B.M.T. ®
- Korean Pork
- Omletă & Brânză
- Picant Italian
- Piept de curcan
- Piept de curcan & șuncă
- Pui la grătar
- Pui Fajita
- Pui Teriyaki
- Pui Tikka
- Salam
- Salam pepperoni
- Subway Club ®
- Subway Melt™ (cu brânză americană)
- Șuncă
- Ton
- Vită & Brânză (cu brânză americană)
- Veggie Delite ®
- Veggie Patty